# Digitaria lehmanniana
Digitaria lehmanniana är en gräsart som beskrevs av Johannes Jan Theodoor Henrard. Digitaria lehmanniana ingår i släktet fingerhirser, och familjen gräs. Inga underarter finns listade i Catalogue of Life.